# 蝎形擬綠蝦蛄
蝎形擬綠蝦蛄（学名：Cloridopsis scorpio）为蝦蛄科擬綠蝦蛄屬下的一个种。